# التصنيفات الدولية لبلغاريا
تتضمن هذه المقالة التصنيفات الدولية لبلغاريا

## التصنيفات الجغرافية
الدولة الرابعة عشر من حيث المساحة في أوروبا.

## التصنيفات الديموغرافية
| المنظمة                       | الاستطلاع                   | التصنيف         |
| ----------------------------- | --------------------------- | --------------- |
| برنامج الأمم المتحدة الإنمائي | مؤشر التنمية البشرية        | 70 من 187       |
| جامعة ليستر                   | مؤشر الرضا عن الحياة        | 164 من 178      |
| وحدة الاستخبارات الاقتصادية   | مؤشر جودة الحياة            | 57 من 111       |
| لا أحد                        | معدل ملكية المساكن          | الثامن عشر      |
| مؤسسة الاقتصاد الجديد         | مؤشر الكوكب السعيد          | 82 من 143       |
| شبكة البصمة العالمية          | البصمة البيئية              | 73              |
| منظمة الصحة العالمية          | استهلاك الكحول للفرد الواحد | السادس والعشرون |
| منظمة الصحة العالمية          | استهلاك السجائر للفرد       | 32 من 121       |
| منظمة الصحة العالمية          | معدل الانتحار               | 123 من 183      |
| معهد الموارد العالمية         | استهلاك القهوة للفرد        | 43 من 143       |
| البنك الدولي                  | المركبات للفرد الواحد       | 61 من 182       |

## التصنيفات الاقتصادية
| المنظمة                   | الاستطلاع                   | التصنيف   |
| ------------------------- | --------------------------- | --------- |
| معهد فريزر                | الحرية الاقتصادية في العالم | 28 من 30  |
| منظمة الشفافية الدولية    | مؤشر مدركات الفساد          | 73 من 178 |
| المنتدى الاقتصادي العالمي | تقرير التنافسية العالمية    | 62 من 144 |
| السياسة الخارجية          | مؤشر العولمة                | 32 من 181 |

## التصنيفات السياسية
| المنظمة                           | الاستطلاع                  | التصنيف      |
| --------------------------------- | -------------------------- | ------------ |
| وحدة الاستخبارات الاقتصادية       | مؤشر الديمقراطية           | 51 من 167    |
| مراسلون بلا حدود                  | مؤشر حرية الصحافة          | 87 من 178    |
| صندوق السلام                      | مؤشر الدول الفاشلة         | 130 من 165 1 |
| شبكة الأمم المتحدة للإدارة العامة | جاهزية الحكومة الإلكترونية | 44 من 50     |

- 1 ملاحظة : الترتيب المنخفض في مؤشر الخدمات المالية يعني المزيد من الاستدامة، والترتيب الأعلى يعني المزيد من عدم الاستقرار.

## التصنيفات العسكرية
| المنظمة                            | الاستطلاع                    | التصنيف    |
| ---------------------------------- | ---------------------------- | ---------- |
| معهد الاقتصاد والسلام              | مؤشر السلام العالمي          | 53 من 153  |
| لا أحد                             | قائمة الدول حسب عدد القوات   | 72         |
| معهد ستوكهولم الدولي لأبحاث السلام | أكبر مصدري الأسلحة في العالم | الرابع عشر |

## التصنيفات التكنولوجية
| المنظمة                          | الاستطلاع                    | التصنيف   |
| -------------------------------- | ---------------------------- | --------- |
| المنظمة العالمية للملكية الفكرية | مؤشر الابتكار العالمي ، 2024 | 38 من 133 |